# F. Dumoulin
F. Dumoulin war ein französischer Hersteller von Automobilen.

## Unternehmensgeschichte
Das Unternehmen aus Puteaux begann 1920 mit der Produktion von Automobilen. Der Markenname lautete Tic-Tac. 1924 endete die Produktion.

## Fahrzeuge
Das erste Modell war ein Cyclecar. Für den Antrieb sorgte ein Vierzylindermotor von Ruby mit 985 cm³ Hubraum. Später folgten Modelle mit größeren Motoren von Chapuis-Dornier und Janvier, darunter eines mit 1500 cm³ Hubraum und drei Ventilen pro Zylinder.